# Paraldeide
La paraldeide è un trimero ciclico dell'acetaldeide.

## Chimica
Formalmente, è un derivato dell'1,3,5-triossano (o paraformaldeide). Il corrispondente tetramero è la metaldeide. Si tratta di un liquido incolore, scarsamente solubile in acqua ma molto solubile in alcol. La paraldeide si ossida lentamente in aria, diventando di colore marrone con odore simile all'acido acetico. Reagisce rapidamente con numerose sostanze plastiche e con la gomma.

## Storia
La paraldeide fu sintetizzato per la prima volta nel 1829 da Wildenbusch; la sua struttura fu chiarita da Hermann von Fehling. È utilizzata nell'industria e in medicina. Venne introdotta nella pratica clinica nel 1882 dal medico italiano Vincenzo Cervello La paraldeide è un farmaco depressivo del sistema nervoso centrale e si scoprì che poteva essere utilizzato come anticonvulsante efficace, ipnotico e sedativo; ma il suo impiego clinico ha ormai solo interesse storico.